# Зигфрид III (граф Веймар-Орламюнде)

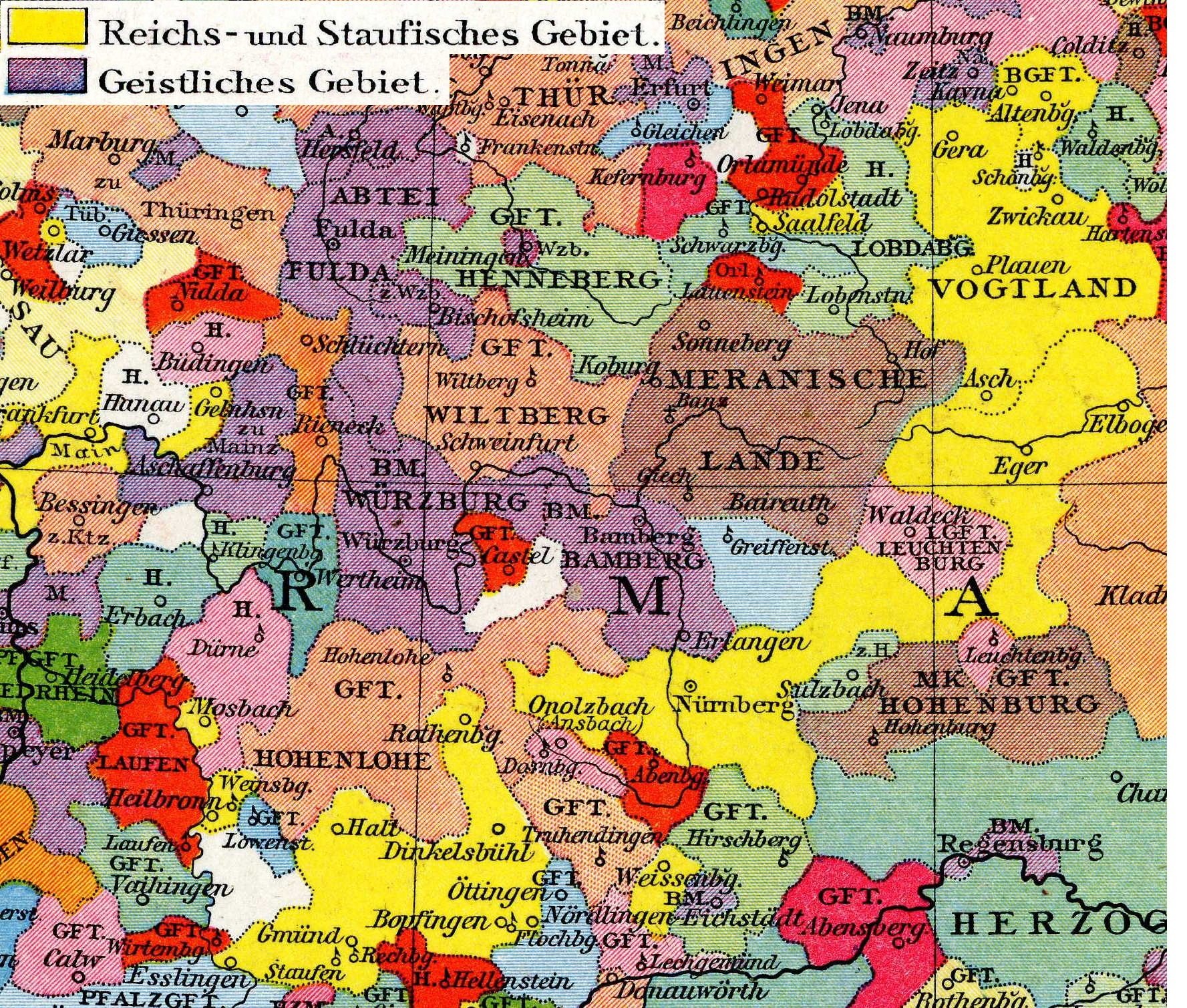
Графство Веймар-Орламюнде (сверху красным)

Зигфрид III (около 1155 — 1206) — граф Веймара и Орламюнде (1176 — 1206), представитель дома Асканиев.

## Биография
Сын графа Веймара и Орламюнде Германа I и его жены Ирмингарды.
Считается сторонником Гогенштауфенов. Долгое время жил в Дании. В 1181 году в Любеке женился на Софии, дочери датского короля Вальдемара I и Софии Полоцкой. Дети:
- Отто (1182 — до 10 мая 1211)
- Альбрехт II (1183 — 18 декабря 1244), граф Веймара и Орламюнде с 1206
- Герман II (до 16 января 1194 — 27 декабря 1247), граф Веймара и Орламюнде с 1206
- Ирмингарда (умерла после 1222), муж: Генрих II фон Шварцбург (умер 20 февраля 1236)
- София (умерла 3 сентября 1244), муж: Ламберт III фон Глейхен (умер 14 сентября 1227)
- дочь (упоминается около 1203), монахиня
- дочь (упоминается около 1203), монахиня